# Электронная пара
Электронная пара — связанное состояние двух взаимодействующих электронов. Обладает нулевым спином и зарядом, равным удвоенному заряду электрона.
Различают поделённые (связывающие) электронные пары, принимающие участие в образовании химической связи за счёт взаимодействия неспаренных электронов, и неподелённые электронные пары (внешние электронные пары), не принимающие участия в образовании химической связи. Различают также свободные (подвижные) электронные пары (куперовские пары), обладающие большой свободой движения в кристаллической решётке, образуемой положительными ионами металла.
Считается, что термин «электронная пара» ввёл американский физикохимик Льюис в процессе разработки электронной теории химической связи.
Льюис подчеркнул важность явлений спаривания как общих, так и неподелённых электронов и стабильность группы из восьми электронов (октетная теория): «химической связью всегда и во всех молекулах является только пара электронов, соединяющих два атома». Позднее Л. Полинг и П. Полинг уточнили это понятие: «Атомы в большинстве молекул прочно удерживаются вместе благодаря действию так называемых ковалентных связей, имеющих очень важное значение; для этого типа связи характерно то, что пара электронов, осуществляющая связь, одновременно принадлежит обоим связываемым атомам».

## Силы связывающей электронной пары
Считается, что «единственной молекулярной системой, для которой уравнение Шрёдингера может быть точно решено, является молекулярный ион Н2+, где единственный электрон движется в поле двух ядер (протонов), а в системах, состоящих из атомных ядер и электронов, действуют кулоновские силы, обратно пропорциональные квадрату расстояния между частицами». Взаимную обусловленность движения всех электронов атомной или молекулярной системы как целого принято называть электронной корреляцией. Последняя определяется электростатическим отталкиванием электронов и статистическими особенностями систем, в частности, принципом Паули (фермиевская корреляция).